# Ибусуки
Ибу́суки (яп. 指宿市 Ибусуки-си) — город в Японии, находящийся в префектуре Кагосима, на полуострове Сацума, острова Кюсю. Известный как в Японии — так и за рубежом — город-курорт, потому как расположен на вулканических термальных источниках. Множество людей приезжают сюда поправить здоровье (особенно для сунамуси: песочной ванны из горячего вулканического песка, прогретой термальными водами) и любоваться вулканами. Площадь города составляет 149,01 км², население — 42 777 человек (1 августа 2014), плотность населения — 287,07 чел./км².

## Географическое положение
Город расположен в вулканической зоне, на острове Кюсю в префектуре Кагосима региона Кюсю. С ним граничат города Кагосима, Минамикюсю.

## Население
Население города составляет 42 777 человек (1 августа 2014), а плотность — 287,07 чел./км². Изменение численности населения с 1980 по 2005 годы:
| 1980 | 55 140 чел. |  |
| 1985 | 54 781 чел. |  |
| 1990 | 52 292 чел. |  |
| 1995 | 50 529 чел. |  |
| 2000 | 48 750 чел. |  |
| 2005 | 46 822 чел. |  |

## Символика
Деревом города считается самшит мелколистный, цветком — гибискус, птицей — Zosterops japonicus.